# 克里斯托·费尔南德斯
克里斯托·费尔南德斯（西班牙語：Cristóbal Fernández ，1991年1月27日-） 是一名墨西哥演员，从小就喜歡足球。  15歲時曾在達高斯足球會接受訓練，但因膝伤無法成為職業球員。上大學時喜歡上了表演，之後成為演員。後來為了演戲，他來到倫敦定居。他曾憑藉泰德·拉索：錯棚教練趣事多中的角色獲得2022年美國演員工會獎中的喜剧类影集最佳整体演出這一獎項。